# Puccinia bambusarum
Puccinia bambusarum ist eine Ständerpilzart aus der Ordnung der Rostpilze (Pucciniales). Der Pilz ist ein Endoparasit eines Arundinaria-Bambusses. Symptome des Befalls durch die Art sind Rostflecken und Pusteln auf den Blattoberflächen der Wirtspflanzen. Sie ist ein Endemit Perus.

## Merkmale

### Makroskopische Merkmale
Puccinia bambusarum ist mit bloßem Auge nur anhand der auf der Oberfläche des Wirtes hervortretenden Sporenlager zu erkennen. Sie wachsen in Nestern, die als gelbliche bis braune Flecken und Pusteln auf den Blattoberflächen erscheinen.

### Mikroskopische Merkmale
Das Myzel von Puccinia bambusarum wächst wie bei allen Puccinia-Arten interzellulär und bildet Saugfäden, die in das Speichergewebe des Wirtes wachsen. Aecien oder Spermogonien der Art sind nicht bekannt. Die gelblichen Uredien des Pilzes wachsen auf der Unterseite der Blätter des Wirts. Ihre farblosen bis gelben Uredosporen sind ellipsoid bis eiförmig, 24–32 × 18–22 µm groß und fein stachelwarzig. Die blattunterseitig wachsenden Telien der Art sind zimtbraun und früh unbedeckt. Die gelben bis hell goldenen Teliosporen der Art sind zweizellig, oft schief septiert, ellipsoid bis schmal eiförmig und 20–28 × 12–15 µm groß. Ihre Stiele sind gelblich bis farblos und bis zu 80 µm lang.

## Verbreitung
Das bekannte Verbreitungsgebiet von Puccinia bambusarum umfasst lediglich Peru.

## Ökologie
Die Wirtspflanze von Puccinia bambusarum ist eine nicht näher bestimmte Arundinaria-Art. Der Pilz ernährt sich von den im Speichergewebe der Pflanzen vorhandenen Nährstoffen, seine Sporenlager brechen später durch die Blattoberfläche und setzen Sporen frei. Die Art verfügt über einen Entwicklungszyklus, von dem bislang lediglich Telien und Uredien sowie deren Wirt bekannt sind; Spermogonien und Aecien konnten dem Pilz nicht zugeordnet werden.